# おかしな二人
『おかしな二人』（原題：The Odd Couple）は、1965年に初演されたニール・サイモンによる戯曲、ならびにこれを原作とする映画、テレビドラマ。

## 概要
妻と離婚したずぼらな性格のスポーツ記者、オスカー・マディソンの部屋に、彼のポーカー仲間で几帳面な性格のニュース記者、フェリックス・アンガーが「妻に逃げられた」と転がり込んできた。ニューヨークの同じ部屋に住みながら性格が180度違う2人が巻き起こす騒動を描いたコメディ。
1965年にブロードウェイで上演された舞台では、オスカーをウォルター・マッソー、フェリックスをアート・カーニーが演じた。マッソーはこの作品でトニー賞 演劇主演男優賞を、また演出担当のマイク・ニコルズも同賞の演劇演出賞を受賞した。
その後も、キャストを変えての再上演が行われている。

## 映画 (おかしな二人)
舞台の好評を受け、ニール・サイモン自身が脚本を担当して1968年に映画化された。監督はジーン・サックス。オスカー役のウォルター・マッソーは舞台から続投したが、フェリックス役はジャック・レモンに変更された。
第21回全米脚本家組合賞ではコメディ脚本賞を受賞した。

### キャスト
| 役名                   | 俳優                         | 日本語吹替 | 日本語吹替 |
| 役名                   | 俳優                         | 東京12ch版 | VOD版      |
| ---------------------- | ---------------------------- | ---------- | ---------- |
| フェリックス・アンガー | ジャック・レモン             | 加茂喜久   | 多田野曜平 |
| オスカー・マディソン   | ウォルター・マッソー         | 佐藤英夫   | 岩崎ひろし |
| ヴィニー               | ジョン・フィードラー         | 肝付兼太   | 小川剛生   |
| マレー                 | ハーバート・エデルマン       | 嶋俊介     | 斎藤志郎   |
| ロイ                   | デヴィッド・シェイナー       | 石井敏郎   | 牛山茂     |
| スピード               | ラリー・ヘインズ             | 滝口順平   | 中博史     |
| セシリー               | モニカ・エヴァンス           | 高橋和枝   | 雨蘭咲木子 |
| グエンドリン           | キャロル・シェリー           | 北川智繪   | 安達忍     |
| ウェイトレス           | アイリス・エイドリアン       | 加沢貴美子 | 浦田みちこ |
| 以下はノンクレジット   |                              |            |            |
| バーテンダー           | テッド・ベニアデス           | 宮内幸平   |            |
| メイド                 | ビリー・バード               |            |            |
| スポーツ記者           | ヘイウッド・ヘイル・ブルーン |            | 村松康雄   |
| ゴーゴーダンサー       | アンジェリーク・ペティジョン |            |            |
| 不明 その他            | N/A                          | 田口昂     |            |

- 東京12ch版：初回放送1974年5月9日『木曜洋画劇場』
- VOD版：2016年製作[4]。U-NEXTで配信[3]。

### スタッフ
- 原作・脚色：ニール・サイモン
- 監督：ジーン・サックス
- 製作：ハワード・W・コッチ
- 撮影：ロバート・ハウザー
- 音楽：ニール・ヘフティ

### 日本語版
| 吹替 | 東京12ch版        | VOD版        |
| ---- | ----------------- | ------------ |
| 演出 | 蕨南勝之          | 乃坂守蔵     |
| 翻訳 | 原田たけみ        | 池田美紀     |
| 調整 | 平野富夫          |              |
| 効果 | TFCグループ       | N/A          |
| 制作 | 東北新社 東京12ch | ACクリエイト |

## 映画 (おかしな二人2)
1998年公開。前作から30年後を舞台にしている。再びレモンがフェリックスを、マッソーがオスカーを演じると同時に、二人が主演した最後の映画作品となった。

### あらすじ
依然ニューヨークに住み続けるフェリックスと、ニューヨークを離れてフロリダ州サラソータで老後を過ごすオスカーだったが、フェリックスの娘ハンナとオスカーの息子ブルースがロサンゼルスで出逢い結婚することになり、2人の結婚式に出席すべく再会したフェリックスとオスカーが、結婚式までの道中でまたも騒動を巻き起こす。

### キャスト
※括弧内は日本語吹替担当者（VHSソフト版）
- フェリックス・アンガー：ジャック・レモン（金内喜久夫）
- オスカー・マディソン：ウォルター・マッソー（永井一郎）
- ブルース・マディソン：ジョナサン・シルヴァーマン（鳥畑洋人）
- ハンナ・アンガー：リサ・ワルツ（幸田夏穂）
- 保安官：リチャード・リール（掛川裕彦）
- フェリス：メアリー・ベス・ペイル（赤司まり子）
- テルマ：クリスティーン・バランスキー（藤生聖子）
- ホリー：ジーン・スマート（山像かおり）
- ジェイジェイ：レックス・リン（宗矢樹頼）
- リロイ：ジェイ・O・サンダース（斎藤志郎）
- リコ：ホアキン・マルティネス（宝亀克寿）
- スチュワーデス：エイミー・ヤスベック

### スタッフ
- 原作・脚本：ニール・サイモン
- 監督：ハワード・ドゥイッチ
- 製作：ニール・サイモン、ロバート・W・コート、デヴィッド・マッデン
- 撮影：ジェイミー・アンダーソン
- 音楽：アラン・シルヴェストリ

## テレビドラマ

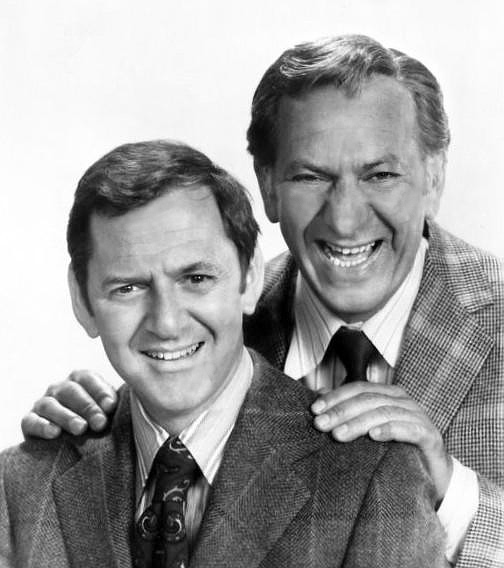
トニー・ランドール（左）とジャック・クラグマン

映画版第1作のヒットを受け、1970年にABCでテレビドラマ版の放送が開始された。こちらも人気を博し、5シーズンにわたって放送の長寿シリーズとなった。
フェリックス役はトニー・ランドールが、オスカー役はブロードウェイ版でマッソーの降板後にオスカー役を演じていたジャック・クラグマンがそれぞれ演じた。テレビドラマ化に際し、フェリックスの職業がファッションカメラマンに変更されている。テーマ曲は、映画版のヘフティの曲が使われた。
テレビドラマ版は日本でも放送された。日本では、まず1971年10月24日から1972年4月9日までフジテレビで『おかしなカップル』と題して放送された後、1977年4月3日から同年6月26日まで東京12チャンネル（現・テレビ東京）で『おかしな二人』と題して放送された。フジテレビでの放送時間は毎週日曜 11:00 - 11:30、東京12チャンネルでの放送時間は毎週日曜 22:00 - 22:30 （日本標準時）。

### おかしなカップル

#### キャスト
- フェリックス・アンガー：トニー・ランドール（声：近石真介→小松政夫）
- オスカー・マディソン：ジャック・クラグマン（声：大平透）
- 日本語版ナレーション：永井一郎

| フジテレビ 日曜 11:00 - 11:30                                            | フジテレビ 日曜 11:00 - 11:30                      | フジテレビ 日曜 11:00 - 11:30                                                     |
| 前番組                                                                   | 番組名                                             | 次番組                                                                            |
| ------------------------------------------------------------------------ | -------------------------------------------------- | --------------------------------------------------------------------------------- |
| デビーの奥さま作戦                                                       | おかしなカップル （1971年10月24日 - 1972年4月9日） | 宇宙パトロール                                                                    |
| 東京12チャンネル 日曜 22:00 - 22:30                                      |                                                    |                                                                                   |
| 爆笑!チャンネル泥棒 モンティ・パイソン2 （1977年1月9日 - 1977年3月27日） | おかしな二人 （1977年4月3日 - 1977年6月26日）      | 二葉百合子浪曲劇場 （1977年7月3日 - 1977年9月25日） 【土曜20:00枠から移動・改題】 |

## 派生作品・リメイク版
1977年には、フェリックスとオスカーをそれぞれ猫と犬に置き換えたテレビアニメ『それ行け!わんニャン』が制作・放送。こちらも日本で放送された。
1982年には、“Barney Miller”のロン・グラスがフェリックスを、“Sanford and Son”のデモンド・ウィルソンがオスカーをそれぞれ演じたリメイク版“The New Odd Couple”がABCで放送されたが、本家ほどの人気は得られずに1シーズンで打ち切られた。
1983年にはテレビ朝日で、本作からの翻案テレビドラマ『さらば女ともだち』が放送された。主演は1979年と1980年に『おかしな二人』を舞台で演じた杉浦直樹と石立鉄男。脚本もその舞台の脚本と演出を手がけていた福田陽一郎が担当している。
2011年9月には、宝塚歌劇団にてバウホールで公演があった。脚本と演出は石田昌也が、オスカー・マディソン役は轟悠が、フィリックス・アンガー役は未沙のえるが担当した。2012年に東京特別公演として再演された際には、未沙に替わって華形ひかるがフィリックス・アンガーを演じた。
2014年以降、劇団テアトル・エコーでは何度か公演が行われている。翻訳は酒井洋子で、主演はいずれも安原義人と根本泰彦。2018年にはニール・サイモン追悼公演として行われたほか、薬師寺種子と雨蘭咲木子主演による「女性版」も公演された。
2015年2月から2017年5月までCBSで、マシュー・ペリー（オスカー役）とトーマス・レノン（フェリックス役）による新たなテレビシリーズが放送された。ペリーは、企画と製作総指揮にも名を連ねていた。
2015年9月には東京・シアターサンモールで、オスカーをオリーブ（長沢美樹）、フェリックスをフローレンス（恒松あゆみ）と配役を男女入れ替えた『おかしな二人 女性版』が公演された。演出担当は野坂実。

## 日本語訳
- 酒井洋子訳『ニール・サイモン戯曲集1』早川書房、1984　のちハヤカワ演劇文庫